# Naronska biskupija
Naronska biskupija naziv je za povijesnu biskupiju te današnju naslovnu biskupiju. Kao i sve katoličke naslovne biskupije, nosi ime utrnute biskupije. Obnovljena je 1933.

## Povijest
Biskupija Narona staro je biskupsko središte rimskog naselja Narona, tadašnje provincije Dalmacije, koje se nalazilo na širem području današnjeg grada Metkovića. Biskupija je bila sufragan tadašnje Salonitanske biskupije.
Narona je u 6. stoljeću postala središte biskupije, kada se u povijesnim spisima spominje njezin biskup Marcel koji je prisustvovao Saborima u Saloni 530. i 533. godine. Narona je imala najmanje tri crkve iz ranokršćanskoga razdoblja: najveća, možda biskupska, bila je bazilika na mjestu današnje crkve Sv. Vida te bazilika na području Erešove bare i bazilika u vodovodu, na trasi vodovoda prema Korčuli, ispod ceste Vid – Ljubuški. Biskupija se vjerojatno ugasila zbog zapuštanja grada Narone u kasnom šestom stoljeću. 
Današnja Naronska biskupija obnovljena je 1933. godine kao naslovna biskupija, a papa Pio XII. je 1948. za njenog biskupa imenovao pomoćnog biskupa iz austrijskog Graza Lea Pietscha naslovnim biskupom Naronske biskupije.
Nakon njegove smrti, 1981. godine, papa Ivan Pavao II. uzdignuo je Naronsku biskupiju u nadbiskupiju imenovavši naslovnim nadbiskupom britanskog nadbiskupa Johna Bulaitisa, tada postavljenog za apostolskog nuncija u Republici Kongo, Srednjoafričkoj Republici i Čadu, a poslije i u Iranu, Koreji, Mongoliji, te u Albaniji.
Nakon smrti nadbiskupa Bulaitisa, papa Benedikt XVI. dodijelio je ovaj naslov pomoćnom biskupu njemačke biskupije Trier Helmutu Dieseru.
Današnji naslov naslovnog biskupa Naronske biskupije nosi pomoćni biskup Monterreya u Meksiku Heriberto Cavaroz Perez.

## Biskupi
- Marcel (Marcellus, episcopus ecclesiae Naronitanae) (530. – 533.), biskup

### Naslovni biskupi
- Leo Pietsch (27. kolovoza 1948. – 30. rujna 1981.)
- John Bulaitis (21. studenog 1981. – 25. prosinca 2010.)
- Helmut Dieser (24. veljače 2011. – 23. rujna 2016.)
- Heriberto Cavazos Pérez (31. listopada 2016. - ...)